# Philodina lepta
Philodina lepta är en hjuldjursart som beskrevs av Wulfert 1950. Philodina lepta ingår i släktet Philodina och familjen Philodinidae. Inga underarter finns listade i Catalogue of Life.